# Pico de gallo

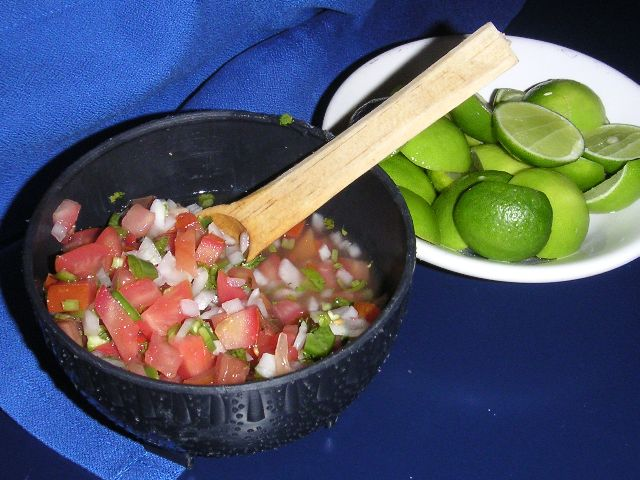
Pico de gallo

Pico de gallo (Spaans voor: "hanensnavel") is een saus uit de Mexicaanse keuken.
Het is een mengsel van gesneden tomaten en ui. De saus wordt vaak op smaak gemaakt met jalapeñopeper of serranopeper en limoensap. Aan het gerecht komt anders dan de naam doet vermoeden, geen kip te pas.
De ingrediënten hebben dezelfde kleuren als de Mexicaanse vlag.

## Varianten
- Als variatie kan ook koriander, avocado, komkommer of radijs worden toegevoegd.
- De Chileense keuken kent een soortgelijke saus met de naam Pebre
- De Argentijnse keuken kent een salade met ongeveer dezelfde ingrediënten met de naam Salsa criolla.